# Strobilanthes fragrans
Strobilanthes fragrans är en akantusväxtart som beskrevs av John Richard Ironside Wood. Strobilanthes fragrans ingår i släktet Strobilanthes och familjen akantusväxter. Inga underarter finns listade i Catalogue of Life.